# Paul Müller (orgelbyggare)
Paul Müller, född på 1500-talet i Spandau, Tyskland, var en tysk orgelbyggare i Stockholm.

## Biografi
Müller blev gesäll 1607 i Sverige när orgeln i Tyska kyrkan i Stockholm skulle byggas. Han arbetade i Västerås stift på 1620-talet.
Han byggde orgelverk i landskyrkorna i Dalarna.

## Orglar
| År        | Ursprunglig kyrka       | Stift    | Bild | Manualer | Pedal | Stämmor   | Bevarad orgel/fasad | Övrigt |
| --------- | ----------------------- | -------- | ---- | -------- | ----- | --------- | ------------------- | --- |
| 1607      | Tyska kyrkan, Stockholm | Uppsala  |      |          |       |           |                     | Står nu bevarad i Övertorneå kyrka. |
| 1611      | Stora Kopparbergs kyrka | Västerås |      |          |       | 16        | Nej/Nej             | 1698 utökades orgeln med 10 pedalstämmor av Johann Hermann Cahman. Orgeln var byggd 1611 av Paul Müller. En ny orgel byggdes 1862 av Per Larsson Åkerman, Stockholm. |
| 1614      | Vika kyrka              | Västerås |      |          |       | 5         | Nej/Nej             | Den reparerades 1725 av Johan Petter Roos och 1733 av Daniel Stråhle. En ny orgel byggdes 1769 av Niclas Söderström och Mattias Swahlberg den yngre. |
| 1615      | Västerås domkyrka       | Västerås |      |          |       | 32        | Nej/Nej             | En ny orgel byggdes 1851 av Gustaf Andersson, Stockholm. |
| 1618-1620 | Stora Tuna kyrka        | Västerås |      |          |       |           | Nej/Nej             | 1698 flyttades orgeln från koret till västläktaren av Johann Hermann Cahman. Han byggde även om orgeln. Efter ombyggnationen hade orgeln 21 stämmor, två manualer och pedal. En ny orgel byggdes 1802 av Niclas Söderström och Eric Nordqvist. |
| 1628      | Sundborns kyrka         | Västerås |      |          |       |           |                     | |
| 1631      | Aspeboda kyrka          | Västerås |      |          |       | 6 eller 7 | Nej/Nej             | 1631 bygger Müller ett positiv till kyrkan. Orgeln flyttas 1667 och 1740 under kyrkans ombyggnationer. Orgeln renoverades och utökades med trumpet 1763 av Mattias Swahlberg den yngre. En ny orgel byggdes 1860–1864 av A Johansson, Hedemora. 1860 såldes Müllers orgelverket till Mockfjärds kyrka, Dalarna. Orgeln omändrades 1873 av Anders Skoglund, Stora Tuna och 1899 av Per Johan Johansson, Ore. En ny orgel byggdes 1941 i Mockfjärds kyrka av Åkerman & Lund, Sundbyberg. |